# Pseudoswammerdamia
Pseudoswammerdamia är ett släkte av fjärilar som beskrevs av Heinrich Friese 1960. Pseudoswammerdamia ingår i familjen spinnmalar.
Kladogram enligt Catalogue of Life och Dyntaxa:
| Pseudoswammerdamia | \| \| Pseudoswammerdamia apicella \| \| \| \| \| \| Pseudoswammerdamia aurofinitella \| \| \| \| \| \| orangespetsad gråmal \| \| \| \| \| \| Pseudoswammerdamia comptella \| \| \| \| |
|                    | \| \| Pseudoswammerdamia apicella \| \| \| \| \| \| Pseudoswammerdamia aurofinitella \| \| \| \| \| \| orangespetsad gråmal \| \| \| \| \| \| Pseudoswammerdamia comptella \| \| \| \| |
|                    | Pseudoswammerdamia apicella |
|                    | |
|                    | Pseudoswammerdamia aurofinitella |
|                    | |
|                    | orangespetsad gråmal |
|                    | |
|                    | Pseudoswammerdamia comptella |
|                    | |

## Bildgalleri

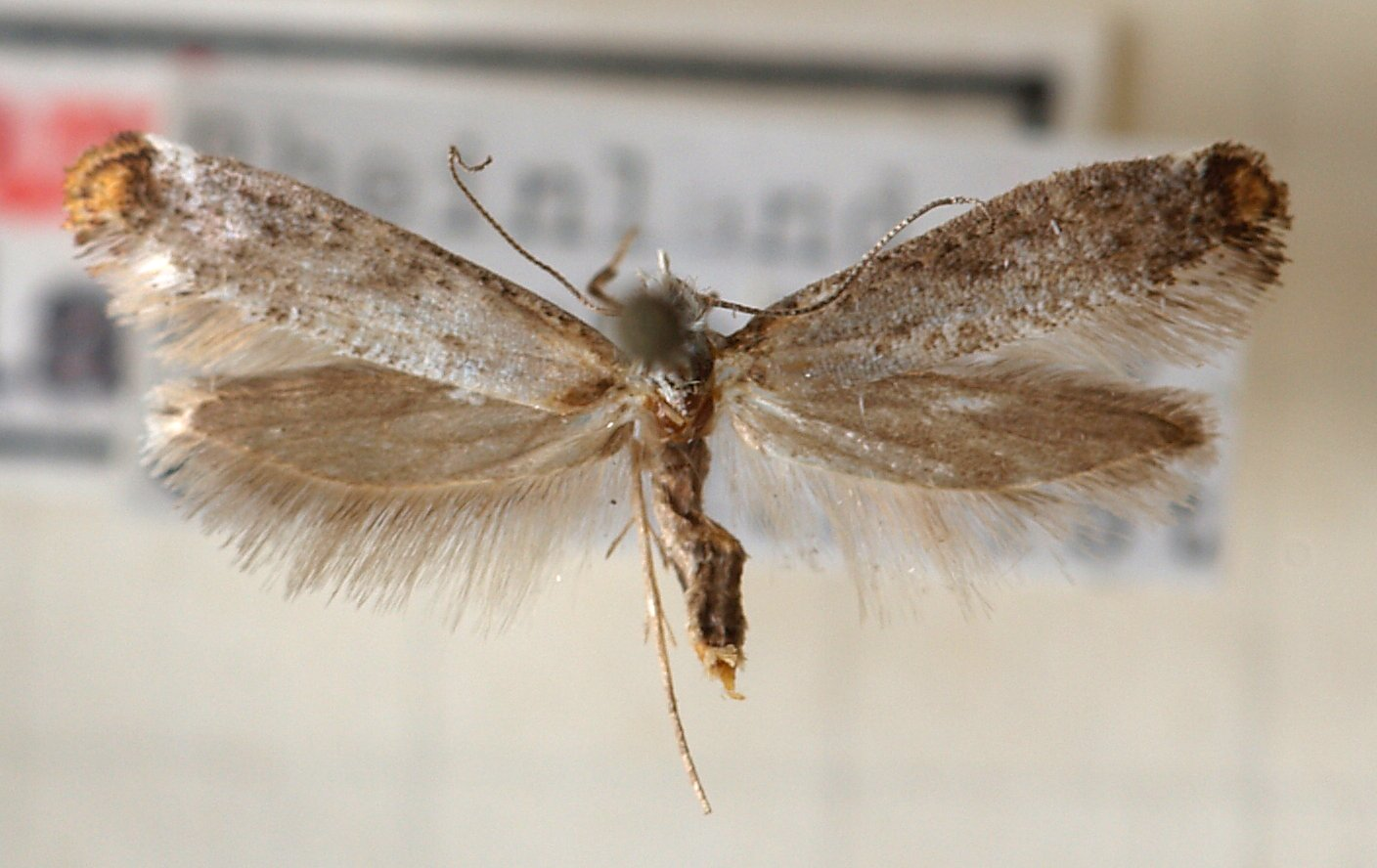